# Trichostachys petiolata
Espèce
Trichostachys petiolata est une espèce de plantes de la famille des Rubiaceae, endémique du Cameroun.

## Description
De façon inhabituelle[Quoi ?], elle mesure entre 7 et 8 cm de longueur. L'apex des feuilles est arrondi.

## Habitat
L'espèce se rencontre dans les forêts persistantes de basse altitude, de 400 à 650 mètres.